# Hendrella sordida
Hendrella sordida är en tvåvingeart som beskrevs av Valery Korneyev 1989. Hendrella sordida ingår i släktet Hendrella och familjen borrflugor. Inga underarter finns listade i Catalogue of Life.